# Longitarsus cinerariae
Longitarsus cinerariae es una especie de insecto coleóptero de la familia Chrysomelidae. Fue descrita científicamente en 1854 por Wollaston.